# Línea 225 (Santiago de Chile)
El servicio 225 de Red (anteriormente llamado Transantiago) tiene como nombre, 225 Bahía Catalina - Las Condes, y une por la Avenida Bahía Catalina, ubicada en el sur de Puente Alto, al norte con la comuna de La Florida, abasteciendo también a un sector importante de la comuna de Las Condes.
Forma parte de la UN 2 de Red, operada por Subus Chile, correspondiéndole el color azul a los buses.

## Flota
Hasta el 2022 y 2023, el 225 opera con buses con chasís Volvo B7R carrozadas por Marcopolo (Gran Viale) y Caio Induscar (Mondego L), los cuales tienen capacidad de 90 personas. En ciertos horarios de mayor afluencia de público, se incorporan buses articulados de 18 metros con capacidad de 180 personas, cuyo chasis es Volvo B9Salf y son carrozados por Marcopolo (Gran Viale) y Caio con 155 pasajeros cada uno. Estos buses se presentan en muy baja proporción.
Su preponderancia aumenta al ser una línea que recorre el oriente de Santiago de Puente Alto a Las Condes y además llega al Metro Los Dominicos pasando por Alto Las Condes en horario normal.

## Trazado

### 225 Bahía Catalina - Las Condes
| - Comuna de Puente Alto - La Serena - Cabo de Hornos - Bahía Catalina - Comuna de La Florida - Bahía Catalina - José Miguel Carrera - Santa Raquel - Santa Amalia - Av. Vicuña Mackenna - Av. Américo Vespucio Sur - Comuna de Peñalolén - Av. Americo Vespucio Sur - Comuna de La Reina - Av. José Arrieta - Jorge Alessandri - Talinay - Diputada Laura Rodríguez - Av. Larraín - Vicente Pérez Rosales - Av. Príncipe de Gales - Salvador Izquierdo - Alcalde Manuel de La Lastra - Comuna de Las Condes - Av. Tomás Moro - Av. Cristóbal Colón - Av. Padre Hurtado Sur - Av. Padre Hurtado Norte - Av. Kennedy | - Comuna de Las Condes - Av. Kennedy - Mall Alto Las Condes - Av. Las Condes - Av. Padre Hurtado Norte - Av. Padre Hurtado Sur - Av. Cristóbal Colón - Av. Tomás Moro - Comuna de La Reina - Alcalde Manuel de La Lastra - Salvador Izquierdo - Av. Príncipe de Gales - Vicente Pérez Rosales - Av. Larraín - Diputada Laura Rodríguez - Talinay - Jorge Alessandri - Av. José Arrieta - Comuna de Ñuñoa y Macul - Av. Americo Vespucio Sur - Comuna de La Florida y Puente Alto - Av. Americo Vespucio Sur - Av. Vicuña Mackenna - Santa Amalia - Santa Raquel - Av. Trinidad - Av. Manuel Rodríguez - Av. Vicuña Mackenna - Av. Bahía Catalina |

## Puntos de interés
- Bahía Catalina
- Santa Amalia
- Mall Plaza Vespucio
- Metro Macul
- Metro Quilín
- Metro Grecia
- Avenida José Arrieta
- Vicente Pérez Rosales
- Avenida Cristóbal Colón
- Mall Alto Las Condes